# Marko Marković (Musiker)

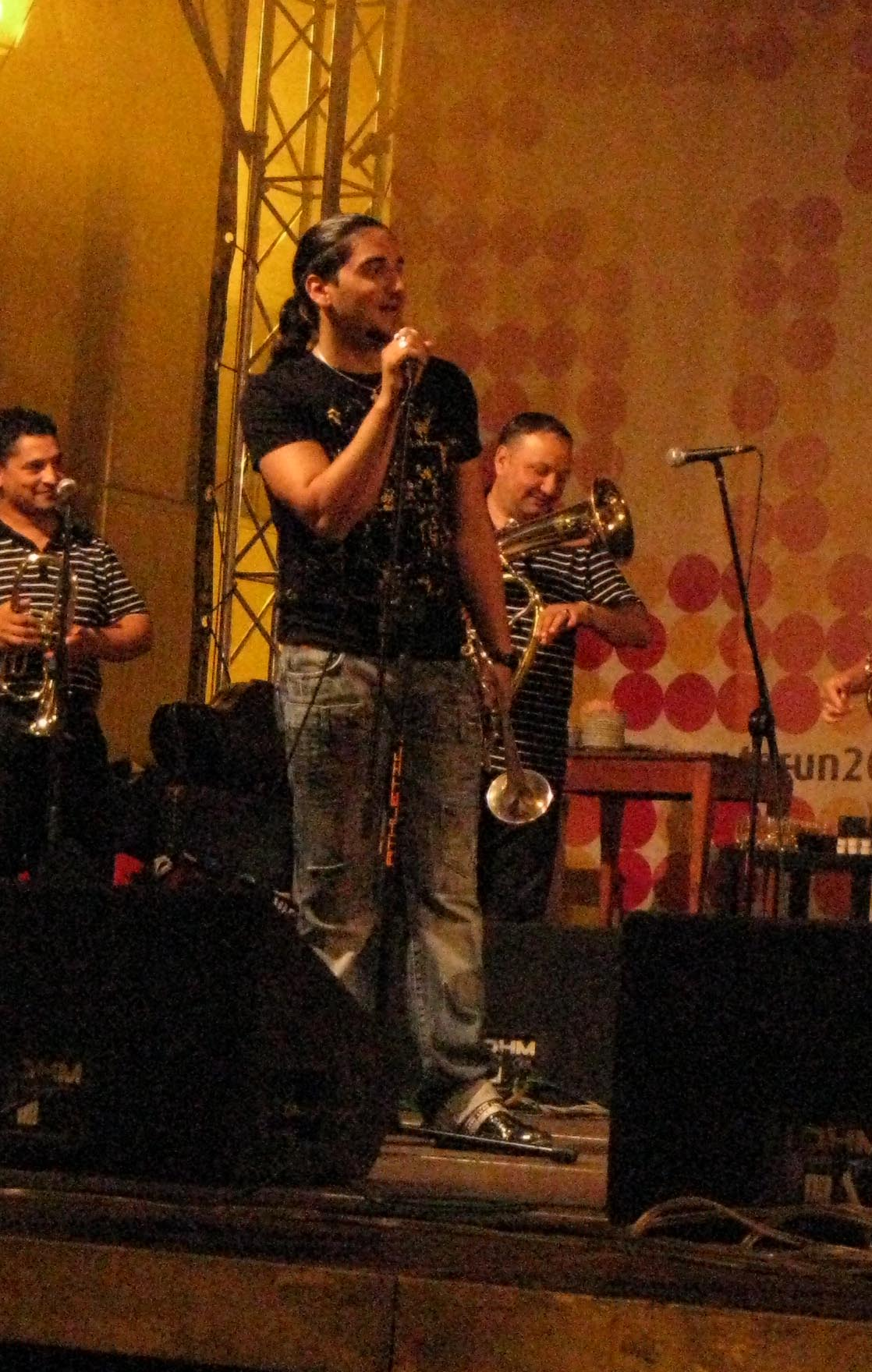
Marko Marković (2008)

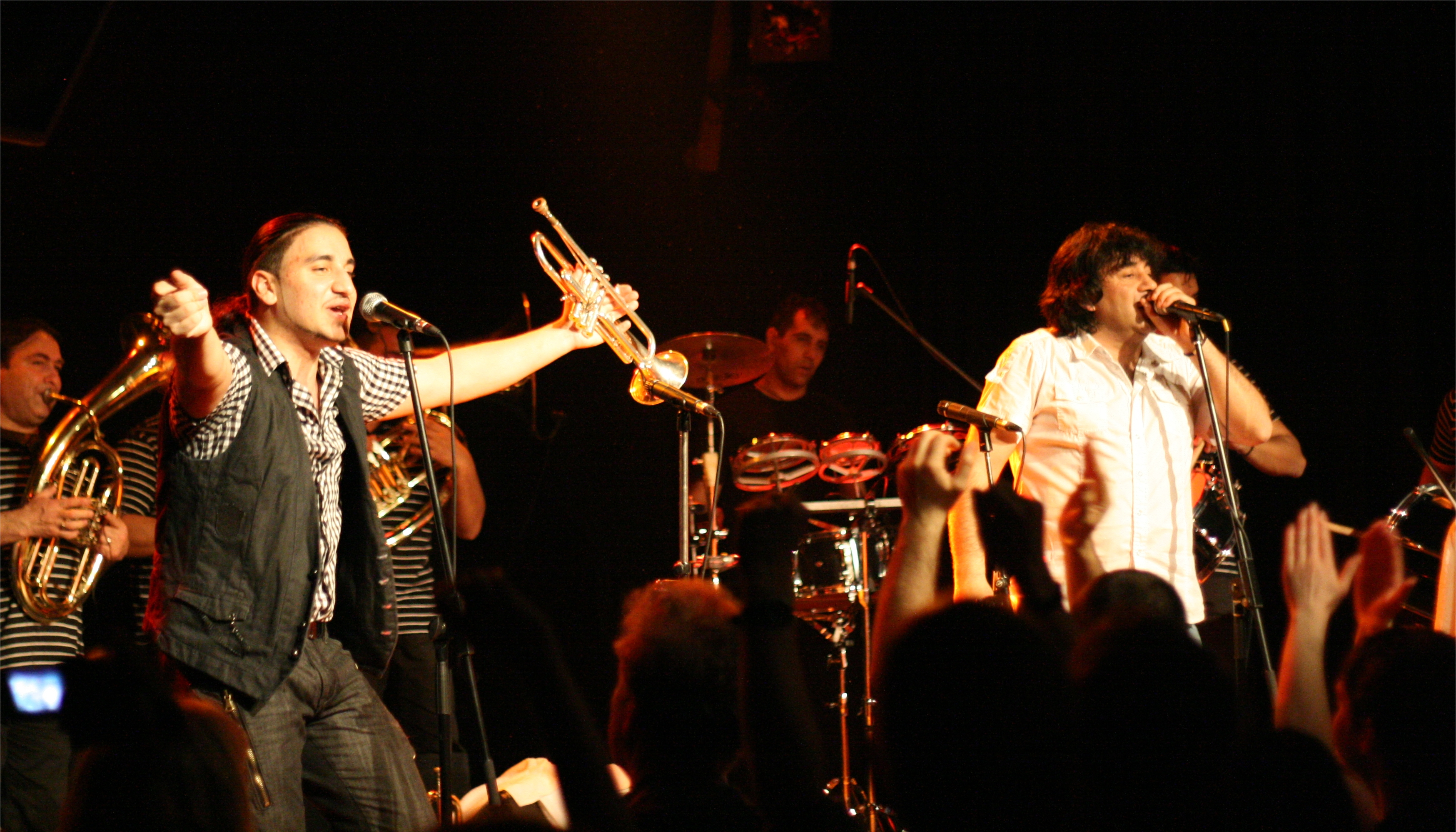
Marko und Boban Marković

Marko Marković (serbisch-kyrillisch Марко Марковић; * 29. Februar 1988) ist ein serbischer Trompeter und Flügelhornist und Nachfolger seines Vaters Boban als Leiter des Boban i Marko Marković Orkestar. Mit dieser Gruppe und dank mehrerer Filmauftritte wurde er zu einem der international erfolgreichsten Vertreter der Roma-Blasmusik des Balkan.
Die Roma-Familie Marković ist eine traditionsreiche Musikerfamilie in Serbien. Als Sohn eines der bekanntesten Trompeter Serbiens begann Marko Marković bereits im Kindergartenalter Trompete zu spielen. Nach ersten Auftritten mit der Kapelle seines Vaters im Alter von 13 Jahren begann er sukzessive die Leitung der Gruppe zu übernehmen, die ihm zu seinem 18. Geburtstag schließlich auch offiziell übertragen wurde.
Nach einem Auftritt im ungarischen Film Usti Opre (2005) spielte er 2006 im hauptsächlich mit Musikern besetzten Film Guča! – The Distant Trumpet die Hauptrolle als junger Romamusiker beim Guča-Trompetenfestival.

## Diskografie
- Boban Marković Orkestar: Live in Belgrade (Piranha, 2002)
- Boban Marković Orkestar: Boban i Marko (Piranha, 2003)
- Boban Marković Orkestar feat. Marko Marković: The Promise (Piranha, 2005)
- Boban i Marko Marković Orkestar: Go Marko Go! (Piranha, 2007)
- Boban i Marko Marković Orkestar: Devla - Blown Away to Dancefloor Heaven (Piranha, 2009)
- Boban i Marko Marković Orkestar vs. Fanfare Ciocărlia: Balkan Brass Battle (Asphalt Tango, 2011)
- The Best of Boban i Marko Marković Orkestar: Golden Horns (Piranha, 2012)
- Boban & Marko Marković Orchestra: Gipsy Manifesto (Piranha, 2013)

## Filmografie
- Guca! (2006)